# Tautologi
|  | Opdelingsforslag Denne artikel er foreslået opdelt i artiklerne Tautologi (logik) og Tautologi (grammatik). (Diskutér forslaget). Hvis opdelingen sker, skal det fremgå af beskrivelsesfeltet, at opdelingen er sket (hvorfra og hvortil) eller af artiklens diskussionsside. |

I logik er en tautologi (fra græsk ταυτολογία tautologia "samme sag") et logisk udsagn, der er sandt for alle tildelinger af værdier til udtrykket. Det modsatte af en tautologi er en kontradiktion (selvmodsigelse).
I propositionslogikken er følgende udsagn for eksempel en tautologi (hvor A er et vilkårligt udsagn):
{\displaystyle A\;\lor \;\neg A}   dvs. A eller ikke A
Sande matematiske udsagn kan opfattes som værende tautologier. I tysk humor kan vittigheder være tautologiske.
Hvis en gentagelse forekommer som et stilistisk greb for at øge et udsagns styrke, er der tale om en pleonasme (fx 'tit og ofte' eller 'klart og tydeligt'). Det kan til tider være svært at adskille disse to typer udsagn, men det handler først og fremmest om hvor vidt afsenderen har en bevidst hensigt med gentagelsen.

## Eksempel
Han er en ugift ungkarl - Ordet 'ungkarl' bærer i sig selv betydningen 'en ugift person af hankøn'. Denne betydning skabes allerede af ordene 'han' og 'ugift', hvorfor ordet 'ungkarl' blot bliver en gentagelse af en betydning, der allerede er skabt.